# グスタフ・アマン (技術者・著述者)
グスタフ・アマン（Gustav Amann、1882年？ - 1950年）は、シーメンスの中国駐在社員として20世紀初頭中国に滞在した人物で1882年生まれとされるドイツ人エンジニアである。孫文や当時の中国の状況を記録した多くの著書で知られる。
『The Legacy of Sun Yatsen: A History of the Chinese Revolution』
をはじめ著書の多くは高山洋吉によって和訳書が刊行されている。
シーメンスAGに勤務、1911年から1919年まで中国漢口、その後北京と上海、広東でシーメンス社支局の支局長を務める。ジョン・ラーベとは同僚。
上海支社長の際、孫文へドイツ軍将校を顧問団の雇用を仲介。
1924年にも広東駐在のアマンを頼って、ドイツから軍事顧問団を招こうとしたが実現せず。
ドイツと中国の間の仲介の一環を担う。
なお、当時の蔣介石政権は、重工業政策を展開するべくドイツからの巨額の借款によって1936年から三か年計画を策定。シーメンス社は政権からプラント関連事業を受注している。
1950年に亡くなっている。
『The Legacy of Sun Yatsen: A History of the Chinese Revolution』
は1928年にベルリンでドイツ語で出版され、その後英語で1929年に、北米で出版された。
著書には以下のものがある。
- 現代支那史 第1-5 育生社、 1939-1940　高山洋吉訳
  - 現代支那史〈第1-5,別巻〉
  - 第1巻,三民主義ー孫文遺嘱（1939年）
  - 第2巻,五・丗-北伐時代（1940年）
  - 第3巻,蔣介石と国民党政府（1940年）
  - 第4巻,世界変局に立つ支那（1940年）
  - 第5巻,支那農民戦争（1940年）
- Chiang Kaishek und die regierung der Kuomintang in China

（Geschichte Chinas in neuester Zeit, Bd. 2、K. Vowinckel, 1939, c1936
- Bauernkrieg in China : Chiang Kaisheks Kampf gegen den Aufstand, 1932-1935 Kurt Vowinckel, 1939

## 参考
- The Legacy of Sun Yatsen: A History of the Chinese Revolution(Gustav Amann、Frederick Philip Grove, 2007年)
- ジョン・ラーベ著、エルヴィン・ヴィッケルト編/平野卿子訳、 『南京の真実』 (講談社、1997年)
- 田嶋信雄『中国研究月報』（1998年4月号）